# SAV Vacallo Basket 2011-2012

## Roster 2011/2012
|    | Naz.                                     | Ruolo | Sportivo               | Anno | Alt. |  |  |
| -- | ---------------------------------------- | ----- | ---------------------- | ---- | ---- |  |  |
| 4  | Svizzera (bandiera)                      | GA    | Jason Hatch            | 1995 | 190  |  |  |
| 5  | Stati Uniti (bandiera)                   | AC    | Marcus Sloan           | 1982 | 205  |  |  |
| 6  | Svizzera (bandiera)                      | AP    | Michelangelo Cavadini  | 1995 | 195  |  |  |
| 7  | Stati Uniti (bandiera)                   | PG    | Rickey Gibson          | 1982 | 192  |  |  |
| 8  | Svizzera (bandiera)                      | GA    | Amedeo Giussani        | 1995 | 192  |  |  |
| 9  | Italia (bandiera) · Svizzera (bandiera)  | GA    | Gianluca Fontanini     | 1993 | 188  |  |  |
| 10 | Lituania (bandiera)                      | AP    | Rokas Ūzas             | 1988 | 203  |  |  |
| 11 | Svizzera (bandiera) · Francia (bandiera) | GA    | Florent Ramseier       | 1990 | 197  |  |  |
| 13 | Svizzera (bandiera)                      | GA    | Dario Koludrović       | 1992 | 200  |  |  |
| 15 | Svizzera (bandiera)                      | GA    | Lucas Waldesbühl       | 1989 | 196  |  |  |
| 16 | Stati Uniti (bandiera)                   | AG    | Matt Schneiderman      | 1981 | 204  |  |  |
| 20 | Argentina (bandiera)                     | AC    | Fabricio Vay           | 1986 | 205  |  |  |
|    | Svizzera (bandiera)                      | GA    | Michael Stich          | 1994 | 192  |  |  |
|    | Svizzera (bandiera)                      | P     | Federico Bianchini     | 1994 | 176  |  |  |
|    | Svizzera (bandiera)                      | G     | Zoran Zivanovic        | 1992 | 196  |  |  |
|    | Senegal (bandiera)                       | AC    | Pape Badji             | 1992 | 208  |  |  |
|    | Grecia (bandiera)                        | AC    | Giōrgos Diamantopoulos | 1980 | 195  |  |  |

- Allenatore: Rodrigo Pastore
- Vice Allenatore: Rodrigo Martínez
- Assistente: Paolo Medolago
- Preparatore Atletico: Paolo Medolago